# Crella stylifera
Crella stylifera är en svampdjursart som beskrevs av Jörn Hentschel 1914. Crella stylifera ingår i släktet Crella och familjen Crellidae. Inga underarter finns listade i Catalogue of Life.